# 威海港
威海港是中國山東省的港口之一，位於山東半島東北部黃海沿岸。威海港由六個港區構成，分別是威海灣港區、龍眼灣港區、蜊江港區、石島港區、靖海灣港區、乳山頭港區。其中威海灣港區又可分為老港作業區、新港作業區、崮山作業區。龍眼灣港區是中國距韓國最近的港口。2014年，威海港的貨物吞吐量達67.2萬TEU。威海港還有一個重要的客運港，2014年的旅客人數達148萬人次。劉公島也位於威海港內。